# Julia Grabher
Julia Grabher (* 2. Juli 1996 in Dornbirn) ist eine österreichische Tennisspielerin.

## Karriere
Grabher begann mit fünf Jahren mit dem Tennisspielen, ihr bevorzugtes Terrain ist der Sandplatz. Im Jahr 2012 spielte sie ihre ersten Turniere auf der ITF Women’s World Tennis Tour, bei der sie bislang 15 Einzel- und acht Doppeltitel gewann. Im August 2015 gewann sie ihre ersten ITF-Titel.
2014 trat sie erstmals auf der WTA Tour an. Sie erhielt für die Turniere in Bad Gastein und in Linz eine Wildcard für die Qualifikation, verlor aber beide Male ihr Erstrundenmatch.
Ihren bislang größten Sieg feierte Grabher im September 2022 mit dem Gewinn des WTA Challengers in Bari, wodurch sie sich in der Weltrangliste auf den 97. Platz verbesserte.
Im Februar 2015 hatte sie ihre ersten Einsätze im Fed Cup; ihre Bilanz für die Österreichische Billie-Jean-King-Cup-Mannschaft weist mittlerweile acht Siege und 23 Niederlagen aus.
Grabher ist aktive Sportlerin des Heeressportzentrums des Österreichischen Bundesheers. Als Heeressportlerin trägt sie derzeit den Dienstgrad Korporal.

## Turniersiege

### Einzel
| Nr. | Datum              | Turnier                   | Kategorie      | Belag             | Finalgegnerin          | Ergebnis       |
| --- | ------------------ | ------------------------- | -------------- | ----------------- | ---------------------- | -------------- |
| 1.  | 8. August 2015     | Wien                      | ITF $10.000    | Sand              | Katharina Gerlach      | 6:3, 3:6, 6:1  |
| 2.  | 30. August 2015    | Pörtschach                | ITF $10.000    | Sand              | Marie Bouzková         | 7:65, 6:1      |
| 3.  | 6. März 2016       | Hammamet                  | ITF $10.000    | Sand              | Vanda Lukács           | 6:3, 6:3       |
| 4.  | 19. Februar 2017   | Hammamet                  | ITF $10.000    | Sand              | Laura Pigossi          | 6:75, 6:2, 6:2 |
| 5.  | 13. Mai 2017       | Rom                       | ITF $25.000    | Sand              | Tereza Mrdeža          | 7:5, 6:0       |
| 6.  | 4. März 2018       | São Paulo                 | ITF $25.000    | Sand              | Tamara Zidanšek        | 6:4, 3:6, 6:2  |
| 7.  | 23. Juni 2019      | Klosters                  | ITF W25        | Sand              | Nathaly Kurata         | 6:1, 6:3       |
| 8.  | 11. April 2021     | Bellinzona                | ITF W60        | Sand              | Lucia Bronzetti        | 6:2, 6:3       |
| 9.  | 13. Februar 2022   | Porto                     | ITF W25        | Hartplatz (Halle) | Maja Chwalińska        | 6:3, 62:7, 7:5 |
| 10. | 14. August 2022    | San Bartolomé de Tirajana | ITF W60        | Sand              | Nadia Podoroska        | 6:4, 6:3       |
| 11. | 11. September 2022 | Bari                      | WTA Challenger | Sand              | Nuria Brancaccio       | 6:4, 6:2       |
| 12. | 2. Oktober 2022    | San Sebastián             | ITF W60        | Sand              | Aliona Bolsova         | 6:3, 7:63      |
| 13. | 13. August 2023    | San Bartolomé de Tirajana | ITF W100       | Sand              | Jéssica Bouzas Maneiro | 6:4, 6:4       |
| 14. | 29. September 2024 | Santa Margherita di Pula  | ITF W35        | Sand              | Leonie Küng            | 3:6, 6:0, 6:2  |
| 15. | 6. April 2025      | Santa Margherita di Pula  | ITF W35        | Sand              | Jessica Pieri          | 7:5, 6:0       |
| 16. | 20. April 2025     | Koper                     | ITF W75        | Sand              | Ekaterine Gorgodse     | 6:2, 6:2       |
| 17. | 27. April 2025     | Chiasso                   | ITF W75        | Sand              | Katarina Sawazka       | 6:1, 6:2       |

### Doppel
| Nr. | Datum            | Turnier    | Kategorie   | Belag | Partnerin           | Finalgegnerinnen                    | Ergebnis          |
| --- | ---------------- | ---------- | ----------- | ----- | ------------------- | ----------------------------------- | ----------------- |
| 1.  | 28. August 2015  | Pörtschach | ITF $10.000 | Sand  | Mira Antonitsch     | Iva Primorac Janina Toljan          | 6:2, 6:1          |
| 2.  | 6. Dezember 2015 | Kairo      | ITF $10.000 | Sand  | Ana Bianca Mihăilă  | Anna Morgina Patrycja Polańska      | 6:2, 6:4          |
| 3.  | 16. Januar 2016  | Antalya    | ITF $10.000 | Sand  | Ágnes Bukta         | Ekaterine Gorgodse Sopia Kwazabaia  | 1:6, 6:4, [11:9]  |
| 4.  | 6. Februar 2016  | Antalya    | ITF $10.000 | Sand  | Ágnes Bukta         | Daiana Negreanu Kyra Shroff         | 6:3, 6:4          |
| 5.  | 5. März 2016     | Hammamet   | ITF $10.000 | Sand  | Isabella Schinikowa | Julija Kalabina Polina Monowa       | 7:5, 6:0          |
| 6.  | 13. März 2016    | Hammamet   | ITF $10.000 | Sand  | Naomi Totka         | Lina Gjorcheska Isabella Schinikowa | 7:5, 1:6, [13:11] |
| 7.  | 26. März 2016    | Hammamet   | ITF $10.000 | Sand  | Isabelle Wallace    | Claudia Giovine Snehadevi Reddy     | 6:1, 6:3          |
| 8.  | 25. Mai 2019     | Caserta    | ITF W25     | Sand  | Lizette Cabrera     | Elena Bogdan Vivien Juhászová       | 6:3, 6:4          |

## Abschneiden bei Grand-Slam-Turnieren

### Einzel
| Turnier         | 2018 | 2019 | 2020 | 2021 | 2022 | 2023 | 2024 | 2025 | Karriere |
| --------------- | ---- | ---- | ---- | ---- | ---- | ---- | ---- | ---- | -------- |
| Australian Open | —    | —    | Q1   | Q1   | Q3   | 1    | —    | 1    | 1        |
| French Open     | Q2   | —    | Q2   | Q3   | Q2   | 2    | —    | —    | 2        |
| Wimbledon       | —    | —    |      | Q2   | Q1   | 1    | —    | Q1   | 1        |
| US Open         | —    | Q1   | —    | Q2   | Q1   | —    | 1    |      | 1        |

Zeichenerklärung: S = Turniersieg; F, HF, VF, AF = Einzug ins Finale / Halbfinale / Viertelfinale / Achtelfinale; 1, 2, 3 = Ausscheiden in der 1. / 2. / 3. Hauptrunde; Q1, Q2, Q3 = Ausscheiden in der 1. / 2. / 3. Qualifikationsrunde; nicht ausgetragen

## Weltranglistenpositionen am Saisonende
| Jahr   | 2014 | 2015 | 2016 | 2017 | 2018 | 2019 | 2020 | 2021 | 2022 | 2023 | 2024 |
| ------ | ---- | ---- | ---- | ---- | ---- | ---- | ---- | ---- | ---- | ---- | ---- |
| Einzel | 952  | 572  | 305  | 261  | 247  | 231  | 226  | 192  | 84   | 91   | 523  |
| Doppel | –    | 1069 | 421  | 585  | -    | 525  | 528  | 511  | -    | 852  | 1150 |